# Blamieren oder Kassieren

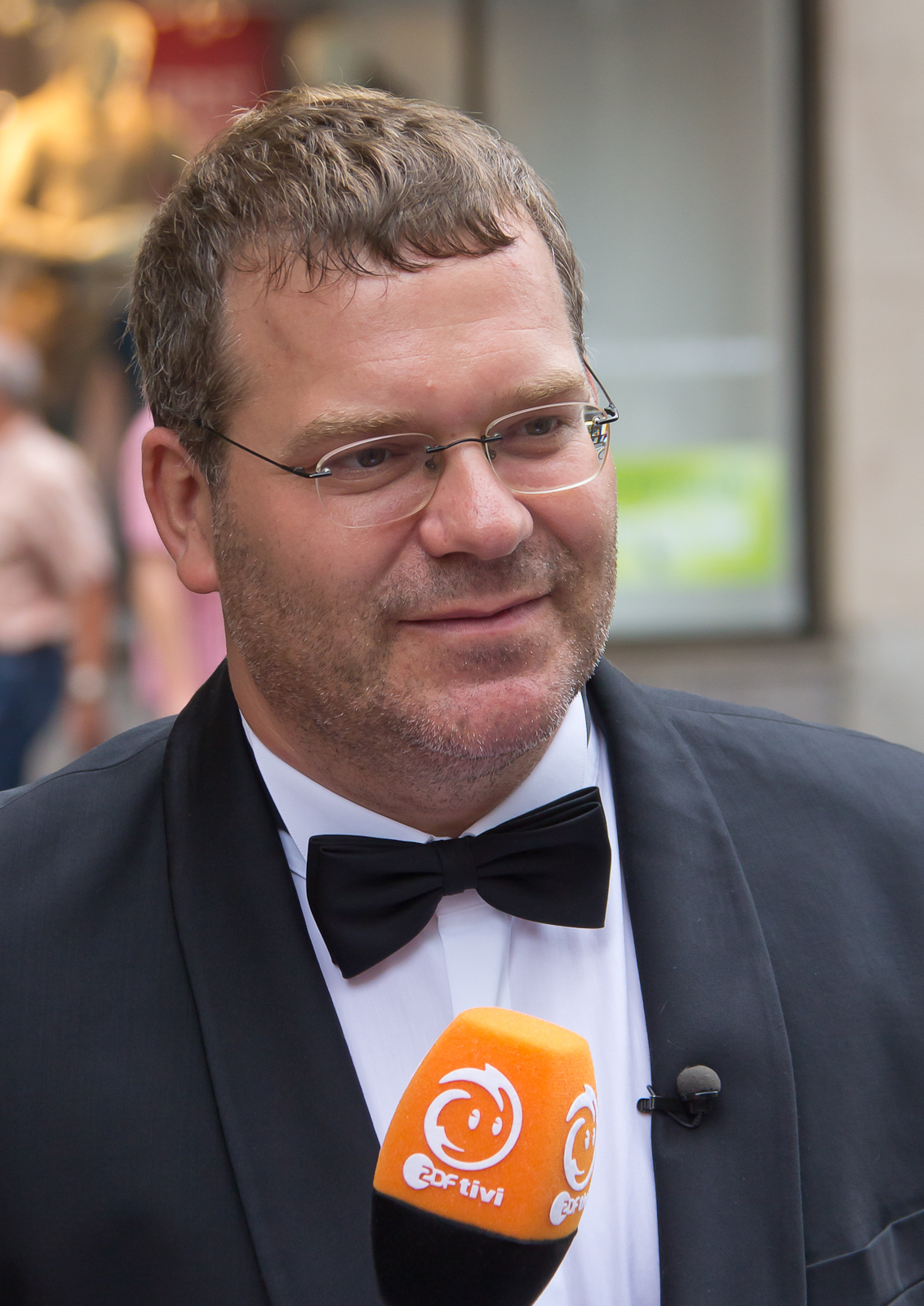
Moderator Elton

Blamieren oder Kassieren (kurz BoK) ist ein Quiz-Format, das erstmals in der Late-Night-Fernsehshow TV total gespielt wurde und von der inzwischen mehrere Auskopplungen in den „Schlag den …“-Shows oder auch als eigene Sendung zu sehen waren. Als Quizmaster fungiert, mit seltenen Ausnahmen, immer Elton, der bei der Moderation traditionell einen auffällig roten Cord-Anzug mit rotkariertem weißen Hemd (in TV total und Auskopplungen) oder nur ein rotes Sakko (in Schlag den …) trägt. Da es oft nur ein Element einer Show ist, wird das Quiz oft als „Show in der Show“ bezeichnet.

## Konzept
Bei Blamieren oder Kassieren handelt es sich um ein simples Quiz, bei dem man für richtige Antworten (teilweise auch für Falschantworten des Gegners) Punkte erhält. Eine Besonderheit des Quiz ist die meist lange Einleitung der Quizfragen mit einigen Wendungen, wobei die Kandidaten die Frage beantworten können, noch bevor sie vollständig vorgelesen wurde und so auf den Ausgang der Frage spekulieren können, was den Risikofaktor des Quiz ausmacht. So gibt es zwei Möglichkeiten für die Kandidaten: Entweder sie beantworten die Frage korrekt und gewinnen Geld („kassieren“), oder sie geben eine falsche Antwort und machen sich möglicherweise lächerlich („blamieren“). Die Fragen haben meist aktuellen Bezug.
Die Spielregeln wurden für die einzelnen Sendungen jeweils leicht angepasst (siehe unten).

## Ausstrahlungen und Spielregeln

### InTV total

#### Allgemeines
Jeden Dienstag spielte Stefan Raab gegen einen Studiogast aus dem Publikum das Quiz Blamieren oder Kassieren. In unregelmäßigem Rhythmus tritt in der Neuauflage Sebastian Pufpaff gegen einen Zuschauer an. War Moderator Elton verhindert, so führte bisher Eltons Doppelgänger, die Ansagerin der Show, ein anderer prominenter Gast oder ein Zuschauer aus dem Publikum durch das Quiz.

#### Spielregeln
Im Original bei TV total stellt Elton immer zehn Fragen. Für eine korrekte Antwort erhält man 100 Punkte, bei einer falschen Antwort gibt es 100 Punkte Abzug und der Gegner darf antworten. Bei Gleichstand entscheidet eine Schätzfrage über den Gewinner. Dieser erhält die Punktedifferenz in Euro. Ist dies der Zuschauer, hat er die Möglichkeit, als Titelverteidiger in der kommenden Ausgabe wieder anzutreten.
Der erfolgreichste Kandidat war der Student Stephan, der siebenmal gegen Raab bestand, als erster alle zehn Fragen richtig beantwortete und mit dem Rekordgewinn von 1100 € nach Hause ging (Punktestand: 1000 zu −100). Raabs größter Gewinn waren 1000 €. Theoretisch ist ein Maximalgewinn von 2000 € möglich. Dazu müsste der Verlierer zuerst jede Frage falsch beantworten und daraufhin der Gewinner die richtige Antwort geben.

### InSchlag den …

#### Allgemeines
In nahezu jeder Ausgabe von Schlag den Raab wurde Blamieren oder Kassieren gespielt, wobei das Spiel mit Ausnahme der zehnten Ausgabe immer von Elton moderiert wurde. Später wurde das Quiz auch für alle Live-Sendungen von Schlag den Star, Schlag den Henssler und bei Schlag den Besten übernommen. Hier wechselt er während der Show speziell für dieses Spiel zum traditionellen roten Sakko. Dieser Tausch hat sich seit Eltons Debüt als Hauptmoderator von Schlag den Star in Schlag den Star, Schlag den Henssler und Schlag den Besten zur festen Tradition und einer Art Running Gag entwickelt. Das rote Sakko wird ihm dabei zumeist mitsamt der Moderationskarten von der Show-Assistentin Korinna Kramer gebracht.

#### Spielregeln
In Schlag den Raab/Henssler
Bei Schlag den Raab und Schlag den Henssler wurde das Spiel mit ähnlichen Regeln wie im Original gespielt, allerdings war das Spiel gewonnen sobald einer der Kandidaten sieben Punkte hatte. Zunächst gab es auch die Möglichkeit, einen zusätzlichen Punkt zu erlangen, sofern die vom Gegner zunächst falsch beantwortete Frage danach korrekt beantwortet wurde. Auf diesen „Abstauber“-Punkt wurde jedoch ab der 35. Ausgabe komplett verzichtet, um Diskussionen und Verwirrung zu vermeiden.
In Schlag den Star
In der Fortsetzung von Schlag den Star mit Elton als Moderator wird das Spiel mit bis zu 13 Fragen gespielt; wer mehr Punkte erreicht bzw. für den anderen uneinholbar vorne liegt, gewinnt das Spiel. Endet das Quiz mit Punktgleichheit, gibt es ein Stechen in Form einer Schätzfrage. Bis Ausgabe 41 war das Quiz gewonnen, sobald ein Kandidat sechs Punkte hatte. Bei Schlag den Star ist Blamieren oder Kassieren meist das neunte, zehnte oder elfte Spiel. Einen „Abstauber“-Punkt wie im Original oder ehemals bei Schlag den Raab gab es hier nie. Seit der 85. Ausgabe, die nicht mehr von Elton moderiert wurde, wird das Quiz von wechselnden Prominenten geleitet.
In Schlag den Besten
Beim Ableger Schlag den Besten wurde zunächst ebenfalls mit bis zu 13 Fragen gespielt. Nach dem Wechsel des Formats zu RTL werden maximal 10 Fragen gestellt.

### AlsBlamieren oder Kassieren XL(ProSieben)

#### Allgemeines
Im Sommer 2022 wurde eine eigene Showauskopplung des Quiz unter dem Titel Blamieren oder Kassieren XL auf ProSieben im Anschluss an TV total ausgestrahlt. In der rund einstündigen Sendung traten nichtprominente Personen gegen Prominente an. Auch die Heavytones begleiteten die Show. Die Staffel bestand aus sechs Ausgaben, wurde in der Studiokulisse von TV total in Köln-Mülheim aufgezeichnet und ab dem 22. Juni 2022 gezeigt. Da die Sendung nicht unmittelbar ausgestrahlt wurde, waren die Fragen hier eher allgemein und hatten keinen aktuellen Bezug wie sonst bei Schlag den … und TV total.

#### Spielregeln
Bei Blamieren oder Kassieren XL traten jeweils drei Prominente und drei zuvor ausgewählte Kandidaten aus dem Publikum (in der Sendung scherzhaft „echte/wahre Menschen“ genannt) gegeneinander an. In dieser Variante wurden die Fragestellungen teilweise auch akustisch/musikalisch oder optisch unterstützt. 
In der ersten Runde traten die Prominenten gegeneinander und die Publikumskandidaten gegeneinander an. Es wurden abwechselnd Fragen nach typischer „Blamieren-oder-Kassieren“-Manier an die Prominenten und an die Publikumskandidaten gestellt, für eine richtige Antwort gab es zwei Punkte, bei einer falschen jeweils einen für die beiden Kontrahenten. Wer nach jeweils sechs Fragen die wenigsten Punkte hatte, schied aus. In Runde zwei traten die beiden verbliebenen Prominenten und die beiden verbliebenen Publikumskandidaten jeweils neu gegeneinander an. Auch hier wurden wieder sechs Fragen gestellt, für die richtige Antwort gab es allerdings nur noch einen Punkt, der verbliebene Gegner erhielt ebenfalls einen bei Falschantwort. In den Vorrunden wurde bei einem Punktgleichstand am Ende der Runde eine Schätzfrage gespielt. Die Sieger dieser Vorrunden spielten dann im Finale (Prominenter gegen Publikumskandidat) um einen Gewinn von 10.000 Euro. Hier wurde nach den klassischen Regeln mit „Abstauber“-Punkt gespielt. Für jede richtige Antwort erhielt man einen Punkt. Wer zuerst sechs Punkte hatte, war der Sieger. Gewann der Kandidat aus dem Publikum, so durfte er in der darauffolgenden Sendung erneut mit zwei neuen Kandidaten antreten und versuchen seinen Titel zu verteidigen („XL-Joker“ genannt). Gewann der Prominente, traten in der darauffolgenden Woche wieder drei Prominente gegen drei neue Publikumskandidaten an. 

#### Ausgaben und Ergebnisse
| # | Datum         | prominente Kandidaten | prominente Kandidaten | prominente Kandidaten | Publikumskandidaten           | Publikumskandidaten   | Publikumskandidaten         |
| - | ------------- | --------------------- | --------------------- | --------------------- | ----------------------------- | --------------------- | --------------------------- |
| 1 | 22. Juni 2022 | Eko Fresh             | Jochen Schropp        | Sebastian Pufpaff     | Kevin (30), Frankfurt am Main | Mario (27), Beckum    | Kornelia (44), Göttingen    |
| 2 | 29. Juni 2022 | Eko Fresh             | Jochen Schropp        | Nilam Farooq          | Kevin (30), Frankfurt am Main | Patrick (27), Mainz   | Cem (39), Bergisch Gladbach |
| 3 | 6. Juli 2022  | Axel Stein            | Evelyn Burdecki       | Wigald Boning         | Tim (28), Limburg an der Lahn | Sandra (25), Mainz    | Peter (56), Hildesheim      |
| 4 | 13. Juli 2022 | Wigald Boning         | Axel Stein            | Jens Knossalla        | Liljane (31), Bornheim        | Robin (36), Köln      | Šejla (25), Wuppertal       |
| 5 | 20. Juli 2022 | Janin Ullmann         | Dieter Nuhr           | Özcan Coşar           | Robin (36), Köln              | Dustin (30), Dortmund | Guido (50), Köln            |
| 6 | 27. Juli 2022 | Ruth Moschner         | Dieter Nuhr           | Vanessa Mai           | Kishan (34), Köln             | Kevin (35), Herdecke  | Julia (23), Braunschweig    |

Legende und Anmerkungen
rot = ausgeschieden in erster Runde; orange = ausgeschieden in zweiter Runde; violett = ausgeschieden im Finale; grün = gewonnen

### AlsBlamieren oder Kassieren(RTL)

#### Allgemeines
Nachdem ProSieben Blamieren oder Kassieren XL aus finanziellen Gründen und aufgrund Sendeplatzmangels nicht fortsetzte, hatte der Fernsehsender RTL im Juni 2023 angekündigt, das Format im Herbst desselben Jahres ebenfalls als eigene Show unter der Moderation von Elton auf dem neuen Sender zu zeigen. Prominente traten dabei gegen Studiokandidaten an. Wie bei Blamieren oder Kassieren XL untermalten die Heavytones die von Raab TV produzierte Show musikalisch. Die zwölf etwa halbstündigen Folgen wurden vom 14. bis 16. September 2023, wie bereits die ProSieben-Variante, im Studio Köln-Mülheim (allerdings mit neuer Studiokulisse) aufgezeichnet und ab dem 21. September 2023 unregelmäßig donnerstags um 20:15 Uhr als Vorprogramm für die Live-Übertragungen der UEFA Europa- und Conference-League ausgestrahlt. Da auch hier die Ausstrahlung nicht unmittelbar nach Aufzeichnung erfolgte, hatten die Fragen meist keinen aktuellen Bezug. In jeder Sendung gab es eine Frage, für die ein Gast (bspw. Porträtzeichner, Zauberkünstler etc.) etwas vorführt. Mit Ende der Ausstrahlung der ersten Staffel gab RTL bekannt, das Format aufgrund sinkender Marktanteile nicht fortführen zu wollen.

#### Spielregeln
In der gleichnamigen Show bei RTL traten bei Blamieren oder Kassieren sowohl Prominente als auch zuvor ausgewählte Kandidaten in zwei Runden an.
Zu Beginn der Sendung wurde zunächst ein Zuschauer aus dem Publikum für die Finalrunde ausgewählt. Dafür wurden alle, die mitmachen wollen aufgefordert aufzustehen, anschließend stellte Moderator Elton willkürlich ausgewählten Zuschauern einige offene Fragen aus bestimmten Themengebieten und wählte denjenigen, der sich am besten geschlagen hat, aus. Es folgte die Vorrunde, in der zwei prominente Kandidaten gegeneinander antraten. Dabei wurden zehn Fragen nach typischer „Blamieren-oder-Kassieren“-Manier gestellt, bei richtiger Antwort erhielt man einen Punkt, bei Falschantwort der Gegner. Wer am Ende mehr Punkte hatte, gewann diese Qualifikationsrunde und spielte anschließend im Finale, das genau den gleichen Regeln folgt, gegen den zuvor ausgewählten Kandidaten aus dem Publikum um 10.000 Euro. Bei Gleichstand am Ende einer Runde wurde eine Schätzfrage gespielt.

#### Ausgaben und Ergebnisse
| #  | Datum              | prominente Kandidaten | prominente Kandidaten | Publikumskandidat       |
| -- | ------------------ | --------------------- | --------------------- | ----------------------- |
| 1  | 21. September 2023 | Felix von Jascheroff  | Mario Basler          | Tobias (36), Bochum     |
| 2  | 5. Oktober 2023    | Kevin Großkreutz      | Evelyn Burdecki       | Martina (54), Wuppertal |
| 3  | 26. Oktober 2023   | Susan Sideropoulos    | Alexander Klaws       | Leon Manz (19), Köln    |
| 4  | 9. November 2023   | Joachim Llambi        | Özcan Coşar           | Janina (29), Leipzig    |
| 5  | 30. November 2023  | Ulla Kock am Brink    | Wayne Carpendale      | Maikel (27), Montabaur  |
| 6  | 14. Dezember 2023  | Bastian Bielendorfer  | Andrea Kiewel         | Markus (50), Leverkusen |
| 7  | 15. Februar 2024   | Sasha                 | Katja Burkard         | Silke, Krefeld          |
| 8  | 22. Februar 2024   | Timur Ülker           | Thomas Hayo           | Karl (32), Münster      |
| 9  | 7. März 2024       | Smudo                 | Frauke Ludowig        | Stefan, Witten          |
| 10 | 14. März 2024      | Claude-Oliver Rudolph | Michael Mittermeier   | Nico, Troisdorf         |
| 11 | 4. April 2024      | Steffen Hallaschka    | Mathias Mester        | Michel (34), Wiesbaden  |
| 12 | 18. April 2024     | Ulrich Wetzel         | Stefan Effenberg      | Aline, Gevelsberg       |

Legende und Anmerkungen
rot = ausgeschieden in Vorrunde; orange = ausgeschieden im Finale; grün = gewonnen